# C's NAVIGATION
C's Navigation（シーズナビゲーション）は、α-STATIONで週末の午前に放送されていた情報番組である。2021年3月28日放送終了。27年の幕を閉じた。

## 番組内容
- アコースティックテイストのある70〜90年代の心地よい楽曲の流れの中にニュース、経済、トレンド、カルチャーなど大人のための情報をDJが伝える。MORNING GRIDやMOVING FILEといったワイド番組と同様、BGMの間にDJがトピックスを伝えるという構成。
- この時間のInformationのうち、Weather Lineについては2020年3月までDJが原稿を読み上げていた。[1]

## 放送時間とDJの変遷
| 期間    | 期間   | 放送時間      | 放送時間      | DJ         | DJ         |
| 期間    | 期間   | 土曜          | 日曜          | 土曜       | 日曜       |
| ------- | ------ | ------------- | ------------- | ---------- | ---------- |
| 1994.4  | 1995.3 | 8:00 - 11:00  | （放送なし）  | 橋本典子   | (放送なし) |
| 1995.4  | 2002.3 | 9:00 - 11:00  | （放送なし）  | 川島郁子   | (放送なし) |
| 2002.4  | 2004.3 | 7:00 - 11:00  | （放送なし）  | 川島郁子   | (放送なし) |
| 2004.4  | 2005.9 | 7:00 - 11:00  | （放送なし）  | 慶元まさ美 | (放送なし) |
| 2005.10 | 2006.3 | 9:00 - 11:00  | （放送なし）  | 慶元まさ美 | (放送なし) |
| 2006.4  | 2009.3 | 9:00 - 11:00  | （放送なし）  | 川島郁子   | (放送なし) |
| 2009.4  | 2013.3 | 9:00 - 11:00  | 9:00 - 11:00  | 川島郁子   | 秋田美幸   |
| 2013.4  | 2015.3 | 10:00 - 12:00 | (放送なし)    | 川島郁子   | (放送なし) |
| 2015.4  | 2020.3 | 10:00 - 12:00 | 10:00 - 12:00 | 川島郁子   | 川島郁子   |
| 2020.4  | 2021.3 | 11:00 - 13:00 | 11:00 - 13:00 | 川島郁子   | 川島郁子   |